# Movimiento Imperial Ruso
El Movimiento Imperial Ruso (RIM; en ruso: Русское Имперское Движениe, romanizado: Rússkoe impérskoe dvizhénie, RID) es una organización paramilitar rusa ultranacionalista, supremacista blanca, de extrema derecha que opera fuera de la Federación de Rusia.
A partir de 2015, su líder es Stanislav Vorobiov. Ha sido designado como grupo terrorista por los Estados Unidos y Canadá. Algunas de sus publicaciones han sido prohibidas en Rusia. Colaboraba con la Milicia Popular nombrada en honor a Minin y Pozharsky hasta su ilegalización en 2015.

## Historia
El Movimiento Imperial Ruso (RIM) fue fundado en San Petersburgo en 2002 por Stanislav Vorobiov.
En 2008, RIM formó su brazo paramilitar, llamado Legión Imperial, que ha sido dirigido por Denís Valliúllovich Garíyev desde al menos 2014, y ha llamado a “jóvenes hombres ortodoxos” a dedicarse a defender Novorossiya en Ucrania. El grupo mantiene dos instalaciones de entrenamiento en San Petersburgo, una de las cuales se conoce como campamento Partizán, ubicada al sur de la isla Heinäsenmaa. El Partizán realiza entrenamiento de guerra urbana, entrenamiento de tiro, medicina táctica, entrenamiento a gran altitud, psicología militar y entrenamiento de supervivencia. Después de que estalló la guerra del Dombás en el este de Ucrania en abril de 2014, el RIM comenzó a entrenar y enviar soldados voluntarios a los grupos prorrusos en el conflicto en julio. Algunos miembros de la Legión Imperial también han trabajado como mercenarios en Oriente Medio y el Norte de África. El 30 de enero de 2020, se informó que Vladímir Skopinov, quien también había luchado anteriormente en el Dombás y Siria, murió en Libia. Fue el segundo miembro de la Legión en morir en Libia.
Se ha descubierto que el sitio web de RIM es parte de un grupo más amplio de sitios web de grupos políticos en Rusia que promueven la «ortodoxia política» y la monarquía, inspirándose en las violentas y antisemitas Centurias Negras (en ruso: Чёрная сотня) de principios del siglo XX en Rusia. Otros grupos en este grupo se incluyen «Por la fe y la patria» y el renacimiento moderno de la «Unión del pueblo ruso».
El 6 de abril de 2020, el Departamento de Estado de los Estados Unidos agregó el Movimiento Imperial Ruso y tres de sus líderes (Stanislav Anatólyevich Vorobiov, Denís Valliúllovich Garíyev, y Nikolái Nikoláievich Trushálov) a la lista de terroristas globales especialmente designados, convirtiéndose así en el primer grupo de supremacistas blancos en ser designado organización terrorista por el Departamento de Estado. El grupo fue designado oficialmente como grupo terrorista en Canadá el 3 de febrero de 2021.
Según el Departamento de Estado de los Estados Unidos, el RIM brinda capacitación de estilo paramilitar a extremistas en toda Europa y opera dos instalaciones de capacitación allí.

## Fuera de Rusia
En 2008, RIM visitó Suecia para asistir al Día de la Recordación de Carlos XII en Estocolmo junto con el Partido neonazi de los Suecos. En el otoño de 2015, se notó que RIM había brindado apoyo al Movimiento de Resistencia Sueco (SMR) y que el líder de RIM, Vorobiov, había visitado SMR en Suecia.
El 26 de enero de 2020, un hombre ruso llamado Anatoli Udódov fue arrestado en el aeropuerto de Arlanda después de que la policía descubriera un alijo de armas que le pertenecían. La policía sueca le había confiscado numerosas armas de fuego el verano anterior debido a sus conexiones con SMR. Vorobiov describió a Udódov como el representante de RIM en Suecia y los investigadores creen que es el reclutador local para los campos de entrenamiento de RIM. Según la policía sueca, Udodov es amigo de un terrorista convicto, Viktor Melin, de 23 años. Melin era parte de un grupo de neonazis suecos que fueron a Rusia para recibir entrenamiento militar y, al regresar, fue responsable de una serie de atentados con bombas contra minorías y enemigos políticos. RIM también ha brindado entrenamiento paramilitar a neonazis alemanes, finlandeses y polacos. Los neonazis finlandeses han sido reclutados por Johan Bäckman y Janus Putkonen, quienes están alineados con el partido local prorruso.
Fuera de Escandinavia, RIM está afiliada a la Schwarz-Gelbe Allianz de Austria. Así, el 9 de noviembre de 2019, Vorobiov fue invitado y participó en el congreso de la organización, que se llevó a cabo en el Parkhotel Schönbrunn [de], una casa de huéspedes del palacio del emperador Francisco José I. El mismo mes, un representante del RIM pronunció un discurso en una conferencia internacional en Madrid que fue organizada por el partido político español de extrema derecha «Democracia Nacional» y a la que asistieron los miembros de Alianza por la Paz y la Libertad. Ambos grupos han sido caracterizados como neonazis. En mayo de 2018, la Junge Nationaldemokraten alemana celebró una reunión en Riesa, Alemania, en la que participaron representantes del RIM junto con organizaciones afines, como la Acción serbia neonazi y la Unión Nacional Búlgara.
El 29 de abril de 2020, el Ministerio del Interior español recibió un informe de inteligencia que afirmaba que RIM estaba incitando a sus contactos de extrema derecha en España a cometer actos de terror, como atacar la infraestructura, el sistema de transporte y usar armas químicas contra el público.
El 5 de junio de 2020, la revista alemana Focus informó que los servicios de seguridad alemanes estaban al tanto del entrenamiento de neonazis alemanes en Rusia. Sin embargo, no podían prohibir a los alemanes viajar a San Petersburgo por motivos legales. Las autoridades asumen que el presidente ruso, Vladímir Putin, está al tanto de los campamentos y «al menos los tolera». El Centro Internacional para la Lucha contra el Terrorismo describió la relación del RIM con el gobierno ruso como “una simbiosis antagónica”; siempre y cuando no cometan terrorismo a nivel nacional, son libres de operar y ofrecer entrenamiento a militantes y enviar tropas a conflictos en el extranjero en los que Rusia tiene intereses. En 2022, el gobierno alemán verificó que miembros de la organización juvenil del NPD Junge Nationaldemokraten y del grupo neonazi «Der III. Weg» se entrenaron en Rusia en este centro.
Según una investigación realizada por Infobae, una nueva célula de la Atomwaffen Division recibe entrenamiento del grupo. Se cree que los ciudadanos de los Estados Unidos que están afiliados al grupo también han tomado parte en él. Posteriormente, el director del Centro Nacional Contra el Terrorismo, Christopher Miller, confirmó que neonazis estadounidenses han tenido contactos con el RIM; específicamente, en ocasiones anteriores, han viajado a Rusia para entrenar con el grupo, sin embargo, Miller describió estas conexiones como «relativamente flojas e informales». Según el Centro para la Seguridad y Cooperación Internacional;

Si bien RIM ha construido lazos agresivamente con grupos de supremacistas blancos europeos, históricamente su acercamiento a las organizaciones de EE. UU. se ha producido de manera personal, en lugar de formal o institucional. A partir de 2020, este patrón puede estar cambiando, dada la supuesta relación de RIM con la filial rusa del grupo neonazi Atomwaffen Division.

El 22 de enero de 2023, The New York Times publica que los ataques con carta bomba en España de 2022 fueron planeados por el Gobierno ruso y ejecutados por el Movimiento Imperial Ruso, citando a agentes de servicios de inteligencia estadounidenses y europeos. De confirmarse, sería evidencia de que Rusia estaría usando a grupos ultras, como es RIM, para consumar ataques contra las instituciones de miembros de la OTAN y así disuadir la opinión pública de mantener el apoyo militar que los países miembros de la organización transatlántica mantienen sobre Ucrania frente a la invasión que inició Rusia sobre ella en 2022.